# Lands-End-Nunatakker
Die Lands-End-Nunatakker sind zwei Nunatakker im Königin-Maud-Gebirge der antarktischen Ross Dependency. Sie ragen 3 km nordnordwestlich des Airdrop Peak am nördlichen Ende des Ebony Ridge auf. Sie markieren an der Ostflanke der Mündung des Beardmore-Gletschers in das Ross-Schelfeis den nördlichen Ausläufer der Commonwealth Range an der Shackleton-Küste.
Die deskriptive Benennung durch das Advisory Committee on Antarctic Names im Jahr 1970 erfolgte auf Vorschlag des Geologen John Gunner vom Institut für Polarforschung der Ohio State University, der gemeinsam mit dem deutschstämmigen Glaziologen Henry H. Brecher (* 1932) am 16. Januar 1970 geologische Untersuchungen an diesen Nunatakkern unternommen hatte.